# Народный суд (СССР)
Народные суды (сокр. н. с.) — базовое звено судебной системы СССР. Неоднократно меняло свое положение (уровень, номер инстанции и т. п.) в результате реформ судебной системы.

## Местные народные суды

### Низшее звено судебной системы (1917—1922 гг.)
«Местные народные суды» (до 1918 г. — «Местные суды») созданы декретом о суде № 1. Имелись в рамках территории старых судебных участков Российской империи. Избирались местными советами, из председателя и двух народных заседателей. Кассационной инстанцией для местных народных судов являлись съезды местных судей, имевшиеся в уездах. Рассматривали гражданские иск до 300 рублей и уголовные с наказанием не более двух лет лишения свободы.
Упразднены Положением о судоустройстве РСФСР 1922 г. Съезды местных судей заменены народными судами.

## Окружные народные суды

### Суды кассационной инстанции (1918—1922 гг.)
«Окружные народные суды» были созданы декретом о суде № 2. Назначались губернскими исполнительными комитетами советов рабочих и крестьянских депутатов.  В состав их коллегий по гражданским делам входили три постоянных члена и четыре народных заседателя. Коллегии из председателя и двенадцати народных заседателей рассматривали уголовные дела. В декрете оговаривалась необходимость реализовывать правосознание трудящихся классов через участие в общественном обвинении и в общественной защите, для чего при Советах создавались специальные коллегии. Таким образом была создана иерархия окружных судов как первой инстанции и областных как второй. Отменить решение народного суда мог Всероссийский центральный исполнительный комитет (ВЦИК).
«Декрет о суде № 3» СНК от 20 июля 1918 г. оставил в ведении народных судов уголовные дела, кроме особо тяжких преступлений, а апелляционной инстанцией назначил Кассационный народный суд в Москве в составе гражданского и уголовного отделений. В суде работали председатель, его заместитель, восемь членов суда, назначенных по представлению окружных народных судов и Советов местных народных судей.
Упразднены Положением о судоустройстве 1922 г. Заменены губернскими судами.

## Районные (городские) народные суды

### Суды первой инстанции (1922—1937 гг.)
Созданы Положением о судоустройстве СССР 1922 года. Имелись в уездах (позже в районах), губернских городах и городских районах. Назначались губернскими исполнительными комитетами сроком на один год. Упразднены Конституцией 1937 года. Функции перешли к одноимённым органам избираемым населением города или района.

### Суды первой инстанции (1937—1989 гг.)
Созданы Конституцией 1937 года. Имелись в районах, городах областного подчинения (кроме городов областного подчинения имеющих городские районы), городских районах. Состояли из народных судей и народных заседателей. Народные судьи избирались населением района или города сроком на 5 лет, народные заседатели избирались собраниями трудовых коллективов сроком на 2 года (с 1977 года — на 2,5 года). Упразднены поправками законом «О внесении изменений и дополнений в Конституцию» 1989 года. Функции перешли к одноимённым органам, избираемыми областными советами народных депутатов.

### Суды первой инстанции (1989—1993 гг.)
Созданы законом «О внесении изменений и дополнений в Конституцию» 1989 года. Имелись в районах, городах областного подчинения (кроме городов областного подчинения имеющих городские районы), городских районах. Так же состояли из народных судей и народных заседателей. Народные судьи назначались областными советами народных депутатов сроком на 10 лет, а с 1991 года — пожизненно, народные заседатели избирались фабрично-заводскими собраниями или сельскими собраниями сроком на 5 лет. Упразднены федеральным конституционным законом «О судебной системе» 1996 года. Функции переданы районным (городским) судам.